# Marstonia ogmorhaphe
Marstonia ogmorhaphe är en snäckart som beskrevs av F. G. Thompson 1977. Marstonia ogmorhaphe ingår i släktet Marstonia och familjen tusensnäckor. Inga underarter finns listade i Catalogue of Life.